# Нермін Нефтчі
Хайріє Айше Нермін Нефтчі (1924, Стамбул, Туреччина — 20 серпня 2003) — турецька юристка і політична діячка.

## Життєпис
Народилася 1924 року в Стамбулі. Закінчила юридичний факультет Анкарського університету.
1969 року її обрано членом Великих національних зборів від Муша. Стала першою жінкою, обраною у Великі національні збори від східних ілів Туреччини. Також обрано заступницею голови Великих національних зборів. Вона стала першою жінкою, яка займала цей пост. Не балотувалася на парламентських виборах 1973 року, але увійшла в уряд Саді Ирмака як міністр культури. Займала цей пост від 17 листопада 1974 року до 31 березня 1975 року.
24 квітня 1972 року брала участь у голосуванні з питання страти трьох членів Народно-визвольної армії Туреччини, заарештованих після перевороту 12 березня 1971 року. Нефтчі в числі 48 парламентаріїв проголосувала «проти», «за» проголосували 273 особи. Після того, як президент підписав вирок, засуджених, серед яких був Деніз Гезмиш, повішено 6 травня 1972 року. Ця кара на довгий час стала предметом гарячих суперечок.
Писала статті й вела колонки в низці періодичних видань. Написала книгу про структуру турецької мови й фольклор іракських туркменів Кіркука.
Померла 20 серпня 2003 року в Бодрумі. Мала два сини, Саліха (1947—2009) і Сінана.